# Каур, Лариса Павловна
Лариса Каур (эст.: Larissa Kaur; в дев.: Лазарева; род. 31 октября 1941, Баку) — советская эстонская балерина.

## Биография
Родилась в 1941 году в Баку в семье военного, в девичестве — Лариса Павловна Лазарева.
В 1959 году окончила Таллиннское хореографическое училище, в 1960 году курс Натальи Дудинской в Ленинградском театре оперы и балета им. Кирова.
В 1961—1979 годах — балерина в Государственном академическом театре оперы и балета «Эстония».
Среди исполняемых партий — Черный и Белый лебеди в «Лебедином озере», главная роль в «Спящая красавица» и других.
На протяжении десяти лет также танцевала в варьете «Виру».

## Личная жизнь
Замужем была дважды, фамилия Каур — по второму мужу, первый муж — тренер по боксу клуба «Карл Леман» Владислав Ермаков. 
Сын от первого брака — эстонский муниципальный деятель Макс Каур.